# Mauro Carlesse
Mauro Carlesse (Terra Boa, 25 de junho de 1960) é um político, empresário e agropecuarista brasileiro, filiado ao Progressistas (PP). Foi candidato à prefeitura de Gurupi nas eleições de 2012, iniciando sua trajetória política. Elegeu-se deputado estadual nas eleições de 2014, quando presidiu a Assembleia Legislativa. Em 2018, foi eleito governador do Estado do Tocantins, renunciando o cargo em 2022, após uma série de denúncias por corrupção.

## Biografia
Descendente de italianos, Mauro Carlesse nasceu no município de Terra Boa, no Paraná, mas passou boa parte de sua vida no estado do Tocantins, onde trabalhou como empresário, agropecuarista e iniciou sua vida política.
Em 2011 e já na presidência do Sindicato Rural de Gurupi, Carlesse iniciou sua trajetória política ao filiar-se ao Partido Verde (PV). No ano seguinte, foi candidato ao cargo para prefeito do município mas, mesmo angariando 16 713 votos (42,78% dos votos válidos), perdeu a eleição para Laurez Moreira, do Partido Socialista Brasileiro (PSB).
Em 2013, Mauro Carlesse mudou sua filiação para o Partido Trabalhista Brasileiro (PTB) e, em 2014, candidatou-se a deputado estadual, conseguindo eleger-se para a 8ª legislatura na Assembleia Legislativa do Tocantins, eleito com 12 187 votos.
Em 8 de julho de 2016, então filiado ao Partido Humanista da Solidariedade (PHS), Carlesse foi eleito presidente da Assembleia Legislativa para o biênio 2017/2019. Já nas eleições de 2018, após o partido ao qual era filiado não atingir a cláusula de barreira, Mauro Carlesse filiou-se ao Democratas (DEM) para poder assumir a vice-presidência nacional do partido.

## Governador do Tocantins

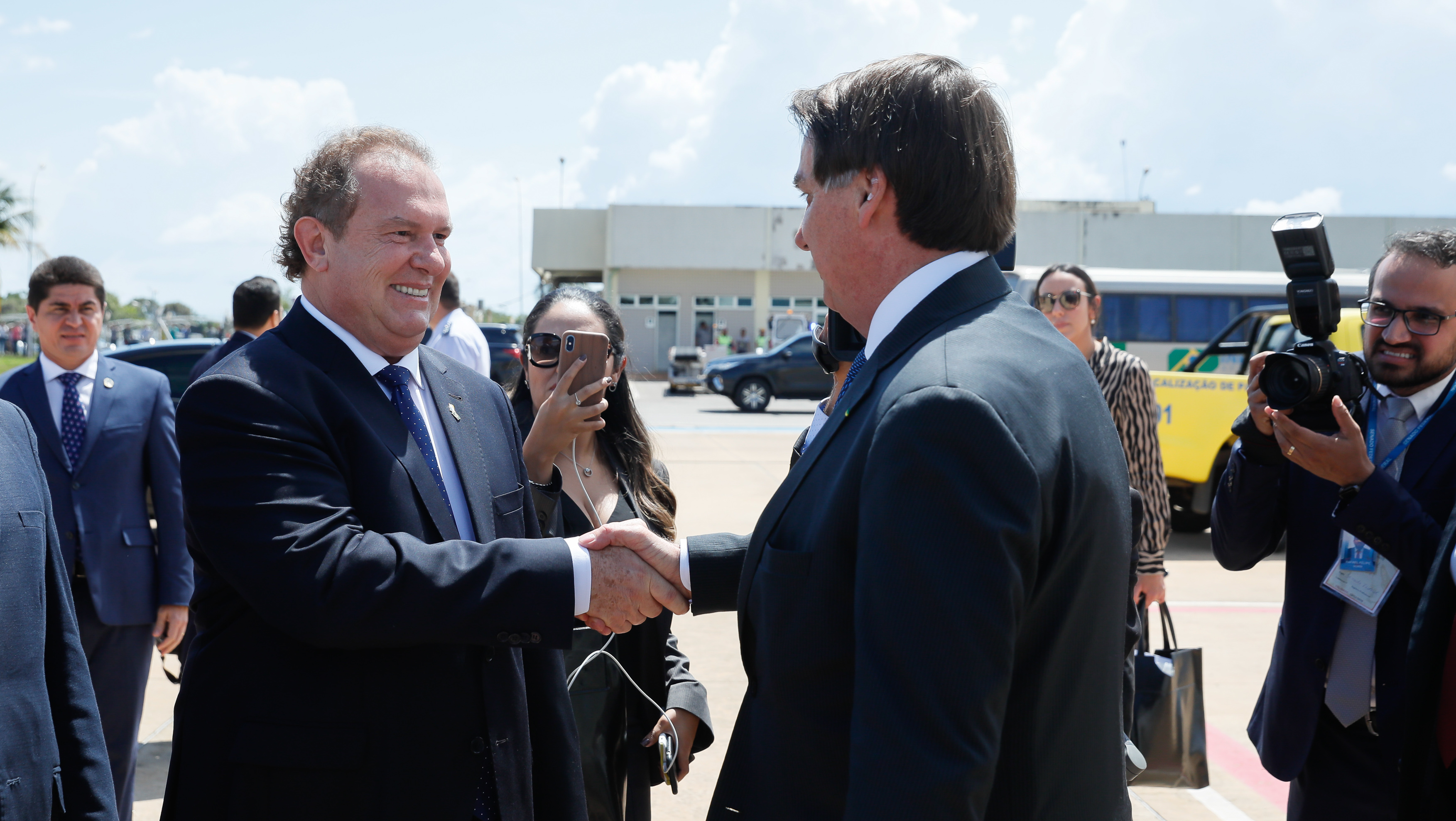
Carlesse recebe o presidente da República, Jair Bolsonaro.

Em 2018, com a cassação do governador do Tocantins, Marcelo Miranda (MDB), e de sua vice-governadora, Cláudia Lelis (PV), pelo Tribunal Superior Eleitoral, Carlesse assumiu o comando do executivo estadual interinamente até a realização de novas eleições estaduais.
Seu mandato foi brevemente interrompido, entre os dias 6 de abril e 19 de abril, com o pedido de medida cautelar acolhido pelo Ministro do Supremo Tribunal Federal, Gilmar Mendes, que ordenou a recondução de Marcelo Miranda e Cláudia Lélis aos seus respectivos cargos.
Em 24 de junho de 2018, Mauro Carlesse foi eleito governador do Tocantins, tendo como vice Wanderlei Barbosa (PHS). Na eleição suplementar, a chapa venceu no segundo turno o senador Vicentinho Alves, do Partido da República (PR). Já nas eleições estaduais de 2018, foi reeleito, desta vez para um mandato completo de 4 anos, como o governador mais votado da história do estado, alçando mais de 400 mil votos.

## Desempenho em eleições
| Ano  | Eleição                  | Candidato a       | Partido | Coligação                                                    | Suplentes/Vice          | Votos   | %      | Resultado           |
| ---- | ------------------------ | ----------------- | ------- | ------------------------------------------------------------ | ----------------------- | ------- | ------ | ------------------- |
| 2012 | Municipais de Gurupi     | Prefeito          | PV      | A diferença e o Trabalho (PR, PPS,PRTB,PMN,PV,PSD,PTdoB)     | Goiaciara Cruz (PR)     | 16 713  | 42,78% | Não eleito 2º lugar |
| 2014 | Estaduais no Tocantins   | Deputado Estadual | PTB     | Tocantins Olhando pra Frente (DEM,PP,PSDB,SD,PPS,PR,PTB,PEN) | —                       | 12 187  | 1,61%  | Eleito              |
| 2018 | Suplementar no Tocantins | Governador        | PHS     | Governo de Atitude (PHS,PP,PRB,PPS,PTC,PMN)                  | Wanderlei Barbosa (PHS) | 368 553 | 75,14% | Eleito 2º turno     |
| 2018 | Estaduais no Tocantins   | Governador        | PHS     | Governo de atitude (PHS,SD,PP,DEM,PTC,PRB,AVANTE,PATRI,PROS) | Wanderlei Barbosa (PHS) | 404 484 | 57,39% | Eleito 1º turno     |

## Controvérsias

### Prisão e condenação
Em 2015, Mauro Carlesse, então deputado estadual, ficou preso no departamento de assessoria militar da Assembleia Legislativa, em Palmas no Tocantins. A prisão foi decretada por causa de um processo de execução de pagamento de pensão alimentícia contra o parlamentar, que corre na comarca de Barueri. Como o estado não tem uma cadeia especial, o juiz que expediu a ordem de prisão, em São Paulo, e o Tribunal de Justiça do Tocantins decidiram pela detenção do deputado no prédio da Assembleia Legislativa.
Já em abril de 2018, após vinte anos de processo, Mauro Carlesse foi condenado a pagar aluguéis e teve seus recursos bloqueados pelo valor de mais de R$ 300 000 das contas e dos bens de três empresas. A ação tratava-se de um despejo de imóvel no estado de São Paulo por falta de pagamento cumulada com cobrança movida pelo credor de Carlesse, Ephrain Guilherme Neitzke.

### Cassação
O Ministério Público Eleitoral pediu a cassação do governador e de seu vice em dois processos. No primeiro pedido, Carlesse foi acusado de, durante a irregularidades durante a eleição suplementar, comprar apoio político, se utilizar de bens públicos em campanha eleitoral, usar de forma promocional serviços de caráter social e fazer pagamentos irregulares de despesas. Já no segundo pedido foi baseado em um documento que extinguiu, no primeiro dia do iniciou do seu segundo governo, 15 mil cargos, o que, segundo o MPE, é um indício de que foram criados para fins eleitorais.  O pleno do Tribunal Regional Eleitoral do Tocantins rejeitou, em 2019, as duas denúncias, afirmando que havia uma ausência de provas e que as ações do governador não configuravam crime.
Em dezembro de 2021, a Justiça Eleitoral decidiu tornar Carlesse inelegível por oito anos, contados a partir de 2020. O juizado da 2.ª Zona Eleitoral constatou irregularidades do politico durante a campanha eleitoral de Josi Nunes à prefeitura de Gurupi. Na campanha, Carlesse usou carros oficiais, financiou sites de notícias e distribuiu cestas básicas para favorecer a eleição de Josi.

### Interferência na liberdade de imprensa
Em março de 2019 Mauro Carlesse aprovou um decreto que interfere na liberdade de imprensa. Com o decreto, passou a ser necessário que o delegado-geral da polícia civil do Tocantins aprove o que deve ou não ser divulgado aos meios de comunicação. A Associação Brasileira de Jornalismo Investigativo (Abraji) divulgou uma nota: 
| “ | Para a Abraji, restringir de qualquer maneira o trabalho de jornalistas, notadamente por decreto, é uma agressão à liberdade de imprensa. A iniciativa do governo de Tocantins contraria a Constituição ao dificultar o acesso dos cidadãos a informações de caráter público. A Abraji espera que os trechos do decreto que estabelecem tais restrições sejam revogados ou modificados de forma a não prejudicar a livre circulação de informações. | ” |

### Servidores fantasmas
Mauro Carlesse foi alvo de busca e apreensão emitido pelo Superior Tribunal de Justiça no âmbito da Operação Assombro. O governador é suspeito de desviar recursos na contratação de ao menos cinco funcionários fantasmas para obter apoio nas duas eleições em que se candidatou em 2018, o que pode configurar peculato, lavagem de dinheiro e organização criminosa. No mesmo caso está sendo investigada a deputada estadual Valderez Castelo Branco (PP). Mauro Carlesse refutou tentativas de ligação de sua gestão aos fatos citados e Valderez Castelo Branco afirmou que está tranquila e colaborando com a Justiça.

### Tráfico de drogas e aparelhamento indevido na Secretaria de Estado de Segurança Pública
Em 14 de novembro de 2023, o ex-governador e outras 6 pessoas foram declarados réus em crimes de tráfico de drogas, organização criminosa e abuso de autoridade pela Terceira Vara Criminal de Palmas, cuja denúncia foi feita pelo Ministério Público do estado do Tocantins. Meses antes, em fevereiro do mesmo ano, ele e outros 13 já haviam sido denunciados por utilizarem a Secretaria de Estado de Segurança Pública para crimes de espionagem e atrapalharem investigações contra o seu então governo. Parte da organização criminosa, incluíndo Carlesse, já eram réus em mais um inquérito, que apurava irregularidades em planos de saúde dos servidores estaduais.

### Fraude em licitações
Em 26 de agosto de 2024, Carlesse foi alvo de investigações da Polícia Federal que investigam supostas fraudes em licitações quando existia a Secretaria de estado de Infraestrutura e Habitação em 2018. Foram cumpridos 30 mandados de busca e apreensão, por crimes de lavagem de dinheiro, organização criminosa e peculato. Um carro de luxo foi apreendido na garagem da casa do ex-governador do TO.

### Suspeito de planejar fuga para o exterior
Na manhã do dia 15 de dezembro de 2024, o ex-governador foi preso em uma operação do Grupo de Atuação Especial de Combate ao Crime Organizado (Gaeco), do Ministério Público Estadual do Tocantins (MPTO) em São Salvador, na região sul do estado, onde ele estava a caminho de uma fazenda. De acordo com o Ministério Público Estadual, ele é suspeito de planejar fuga para o exterior. Segundo o documento da Justiça de Palmas, as conversas entre Mauro Carlesse e o sobrinho dele, Claudinei Quaresemin, interceptadas pelos investigadores revelam supostas tratativas de enviar dinheiro para contas no exterior e obter identidade uruguaia e passaporte italiano.

## Afastamento
No dia 20 de outubro de 2021, Mauro Carlesse foi alvo das operações Éris e Hygea da Polícia Federal, com base em supostos pagamentos de propina para obstruir investigações que apuravam irregularidades no governo estadual. O Superior Tribunal de Justiça determinou o seu afastamento temporário do cargo de governador por um período de seis meses.

## Renúncia
No dia 11 de março de 2022, estando afastado e em meio a um processo de impeachment, Mauro Carlesse renunciou ao mandato.